# Liste des évêques d'Alexandrie (Italie)
Ne doit pas être confondu avec Patriarche d'Alexandrie.
Le diocèse d'Alexandrie est un diocèse catholique au Piémont, au nord d'Italie. Il est un 
suffragant de l'archidiocèse de Verceil.  

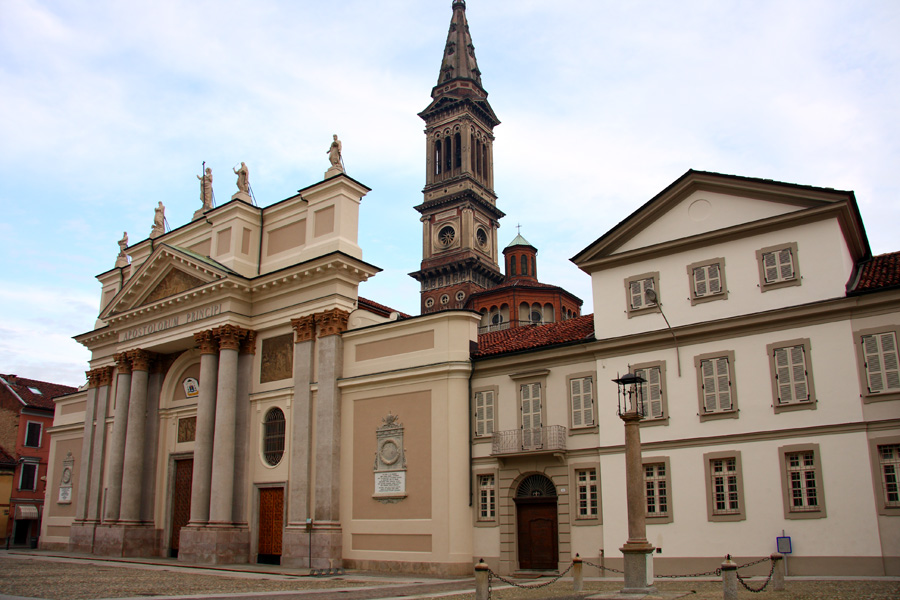
Cathédrale d'Alexandrie

Alexandria della Paglia est fondé en  1175 par le pape Alexandre III. Il est supprimé en 1213 et fusionné avec le diocèse d'Acqui en 1405. Il est rétabli comme diocèse indépendant en 1817.

## Évêques d'Alexandrie
| 1175      | Arduino                                 |
| 1176–1180 | Ottone                                  |
| 1180–1187 | Uberto                                  |
| 1187–1213 | Ugo Tornielli                           |
| 1213      | sedes vacante                           |
| 1235–1280 | Bonifacio                               |
| 1280–1300 | Ascherio                                |
| 1300–1321 | Bertolino ou Bartolomeo dal Pozzo       |
| 1321–1347 | Odone Guasco                            |
| 1347–1351 | Antonio Guasco                          |
| 1351–1375 | Francesco dal Pozzo                     |
| 1375–1400 | Franceschino dal Pozzo                  |
| 1400–1405 | Arpino Colli                            |
| 1405–1416 | Bertolino Beccari                       |
| 1417–1432 | Michele Mantegazza                      |
| 1443–1457 | Marco Marinone                          |
| 1458–1478 | Marco de Capitaneis (ou Marco Cattaneo) |
| 1478–1509 | Giovanni Antonio Sangiorgio             |
| 1509–1517 | Alessandro Guasco                       |
| 1518–1534 | Pallavicino Visconti                    |
| 1534–1565 | Ottaviano Guasco                        |
| 1565–1568 | Girolamo Gallarati                      |
| 1569–1571 | Agostino Baglione                       |
| 1571–1584 | Guarnero Trotti                         |
| 1584–1598 | Ottavio Pallavicini                     |
| 1598–1610 | Pietro Giorgio Odescalchi               |
| 1611–1640 | Erasmo Paravicini                       |
| 1641–1643 | Francesco Visconti                      |
| 1644–1659 | Deodato Scaglia                         |
| 1659–1680 | Carlo Stefano Anastasio Ciceri          |
| 1680–1694 | Alberto Mugiasca                        |
| 1695–1704 | Carlo Ottaviano Guasco                  |
| 1704–1706 | Filippo Maria Resta                     |
| 1706–1727 | Francesco Arborio Gattinara             |
| 1727–1729 | Carlo Vincenzo Ferreri                  |
| 1730–1743 | Gian Mercurino Antonio Gattinara        |
| 1744–1755 | Giuseppe Alfonso Miroglio               |
| 1757–1786 | Giuseppe Tomaso de Rossi                |
| 1788–1794 | Carlo Giuseppe Pistone                  |
| 1796–1803 | Vincenzo Maria Mossi                    |
| 1805–1816 | Gian Crisostomo Villaret                |
| 1818–1832 | Alessandro d'Angennes                   |
| 1833–1854 | Dionigi Andrea Pasio                    |
| 1867–1872 | Giacomo Antonio Colli                   |
| 1874–1897 | Pietro Giocondo Salvaj                  |
| 1897–1918 | Giuseppe Capecci                        |
| 1918–1921 | Giosuè Signori                          |
| 1922–1945 | Nicolao Milone                          |
| 1945–1964 | Giuseppe Pietro Gagnor, O.P.            |
| 1965–1980 | Giuseppe Almici                         |
| 1980–1989 | Ferdinando Maggioni                     |
| 1989–2007 | Fernando Charrier                       |
| 2007–2011 | Giuseppe Versaldi                       |
| 2012-...  | Guido Gallese                           |